# Chusaris paucimaculata
Chusaris paucimaculata är en fjärilsart som beskrevs av George Francis Hampson 1893. Chusaris paucimaculata ingår i släktet Chusaris och familjen nattflyn. Inga underarter finns listade i Catalogue of Life.